# 佐藤伝二
佐藤 伝二（さとう でんじ、1941年 - ）は、日本の家畜商、馬主。「馬喰」を自称する。福島県伊達郡保原町（現在の伊達市）出身。

## 経歴
生家は戦前は軍馬、戦後は競走馬を購入・育成する牧場であった。高校時代に騎手を志し、大井競馬場の調教師に弟子入り。厩舎に住み込みながら大学に通学した。4年間住み込み生活を続けたが騎手にはならず、家業を継ぐことを決意。大学卒業後、父の下で修業を積んだ。25歳の時に家畜商の免許を取得し、頻繁にセリ市に顔を出すようになった。
1970年代入り、伝二が見出し、購入に関与した馬が次々と活躍を見せるようになった。まず1975年から1976年にかけてホワイトフォンテンが中央競馬の重賞を4勝する活躍を見せた。さらに1976年の東京優駿をクライムカイザーが優勝。1980年代に入ってもカツラギエース、ニシノスキー、カツラギハイデンの3頭のGI優勝馬をはじめ、数多くの活躍馬が現れた。1980年代後半に入ると伝二の活躍は日本国内にとどまらず、アメリカにも及ぶようになった。これは大井競馬場での修業時代に知り合った馬主の鶴巻智徳の依頼を受けての活動で、1988年に購入したプリンスシンが重賞の京都記念を優勝。続いて1989年に購入したリンドシェーバーがGIの朝日杯3歳ステークスを優勝した。さらに1991年に300万ドルで購入したエーピーインディはアメリカでデビューして1992年にG1を3勝し、エクリプス賞年度代表馬に選ばれた。エーピーインディの落札は伝二の馬喰人生における最大の仕事といわれる。

## エピソード
- 伝二の相馬眼の基本は、「短所のない馬」ではなく、「短所を克服できる長所を持った馬」を見つけることにあった。具体例として、左右の爪の角度が違うという理由で評価の低かったハツシバオーや、身体的な問題から「競走馬になること自体が難しい」ともいわれたアサカサイレントなどが挙げられる。
- 伝二は出席したセリ市に上場された馬すべてに評価額をつけ、実際の落札価格と比較し、さらにその後それらの馬がどの程度の活躍をしたか追跡調査することで自らの評価額の妥当性を検証する習慣を身につけた。
- エーピーインディを管理した調教師ニール・ドライスデールは伝二について、「優れた相馬眼を持ち、また紳士でもあった」と評した。

## 伝二が見出した主な活躍馬
- サラブレッド
  - エーピーインディ（ブリーダーズカップクラシック、ベルモントステークス、サンタアニタダービーなど）
  - カツラギエース（ジャパンカップ、宝塚記念など）
  - クライムカイザー（東京優駿など）
  - レオダーバン（菊花賞など）
  - オサイチジョージ（宝塚記念など）
  - リンドシェーバー（朝日杯3歳ステークス）
  - カツラギハイデン（阪神3歳ステークス）
  - ニシノスキー（朝日杯3歳ステークス）
  - ハツシバオー（南関東三冠、東京大賞典など）
  - アブクマポーロ（川崎記念2回、帝王賞、東京大賞典など）
- アングロアラブ
  - アキヒロホマレ（セイユウ記念、タマツバキ記念など）
  - ロータリーアイドル（アラブ大賞典、銀杯など）
  - スリーキャプテン（セイユウ記念など）